# فرناندو چالانا
فرناندو چالانا (پرتغالی: Fernando Chalana, تلفظ پرتغالی:[fɨɾˈnɐ̃ðu ʃɐˈlɐnɐ]؛ زادهٔ ۱۰ فوریهٔ ۱۹۵۹ – درگذشتهٔ ۱۰ اوت ۲۰۲۲) ورزشکار اهل پرتغال بود.
از باشگاه‌هایی که در آن بازی کرده‌است می‌توان به بنفیکا، بوردو، بلننسس، بنفیکا و بنفیکا اشاره کرد.
وی همچنین در تیم ملی فوتبال تیم ملی فوتبال پرتغال بازی کرده‌است.